# 안나 치폽스카야
안나 치폽스카야(러시아어: А́нна Чипо́вская, 1987년 6월 16일 ~ )는 러시아의 배우이다.

## 출연 작품
- 내 여자를 본 사람 있나요? (2020)
- 블록버스터 (2017)
- 시크릿 어페어 (2017)
- 모탈 어페어 (2016)
- 노 보더스 (2015)
- 칼큘레이터 (2014)